# Stepan Kuntsevich
Stepan Kuntsevich (tiếng Belarus: Сцяпан Кунцэвіч; tiếng Nga: Степан Кунцевич; sinh 11 tháng 5 năm 1996) là một cầu thủ bóng đá Belarus. Tính đến  năm 2017, anh thi đấu cho Gorodeya.